# Talaveri
Talaveri (georgiska: ტალავერი; azerbajdzjanska: Faxralı) är en ort i Georgien. Den ligger i den sydöstra delen av landet, 40 km söder om huvudstaden Tbilisi. Talaveri ligger 557 meter över havet och antalet invånare var 5 038 år 2014.